# Any marià
Un any marià és un període convocat per un Papa per dedicar-lo al culte a la Mare de Déu.
Hi ha tres períodes convocats com a anys marians:
- el primer convocat pel Papa Pius XII entre 1953 i 1954,
- el segon va ser convocat pel Papa Joan Pau II entre 1987 i 1988
- el tercer també va ser convocat pel Papa Joan Pau II entre l'any 2002 i 2003, conegut l'Any del Rosari.

## Any marià (1953-1954)
El primer any marià va ser convocat pel Papa Pius XII, amb motiu del centenari de la proclamació del Dogma de la Immaculada Concepció pel Papa Pius IX, va ser convocat a la seva encíclica Fulgens Corona, publicada el 8 de setembre de 1953, iniciant el 8 de desembre i va ser clausurat el 8 de desembre de 1954.

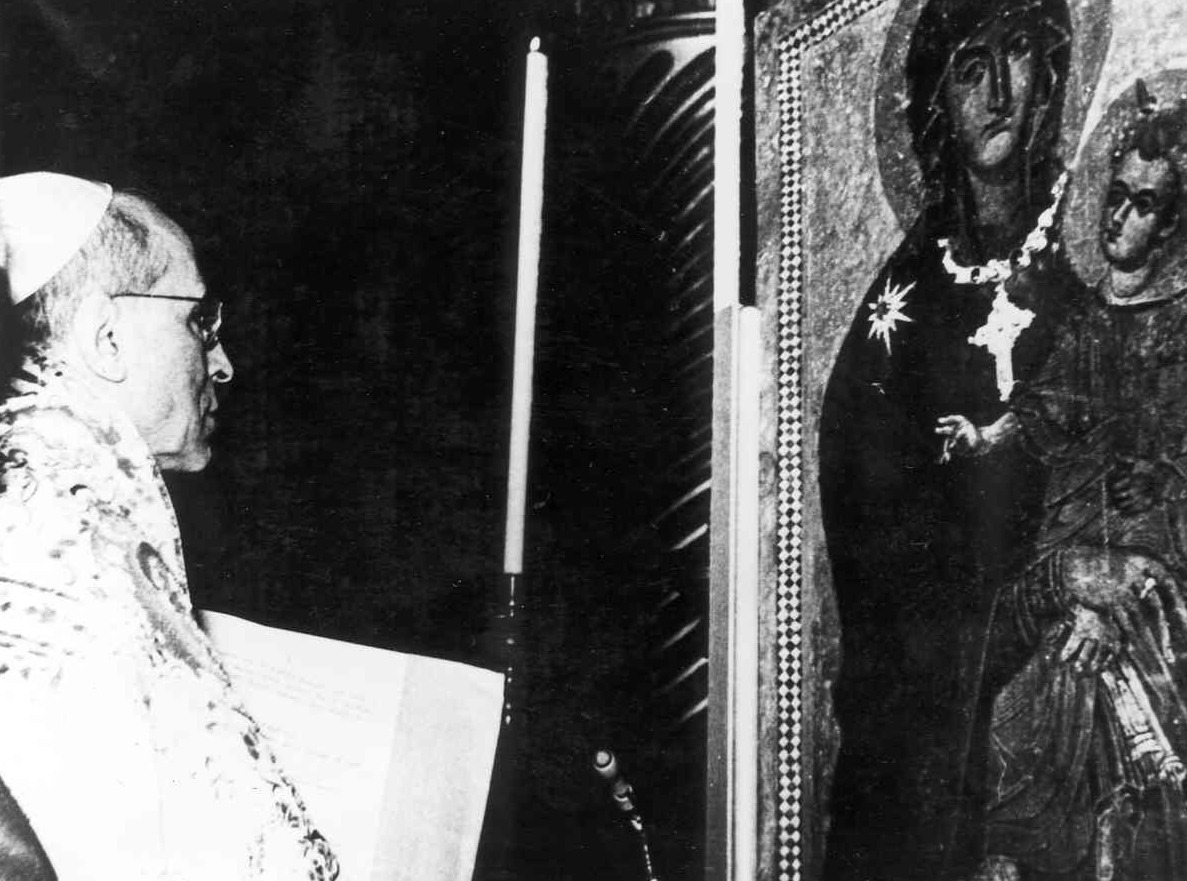
El Papa Pius XII coronant la icona de la verge coneguda com a Salus Populi Romani, el 1954 durant l'any marià
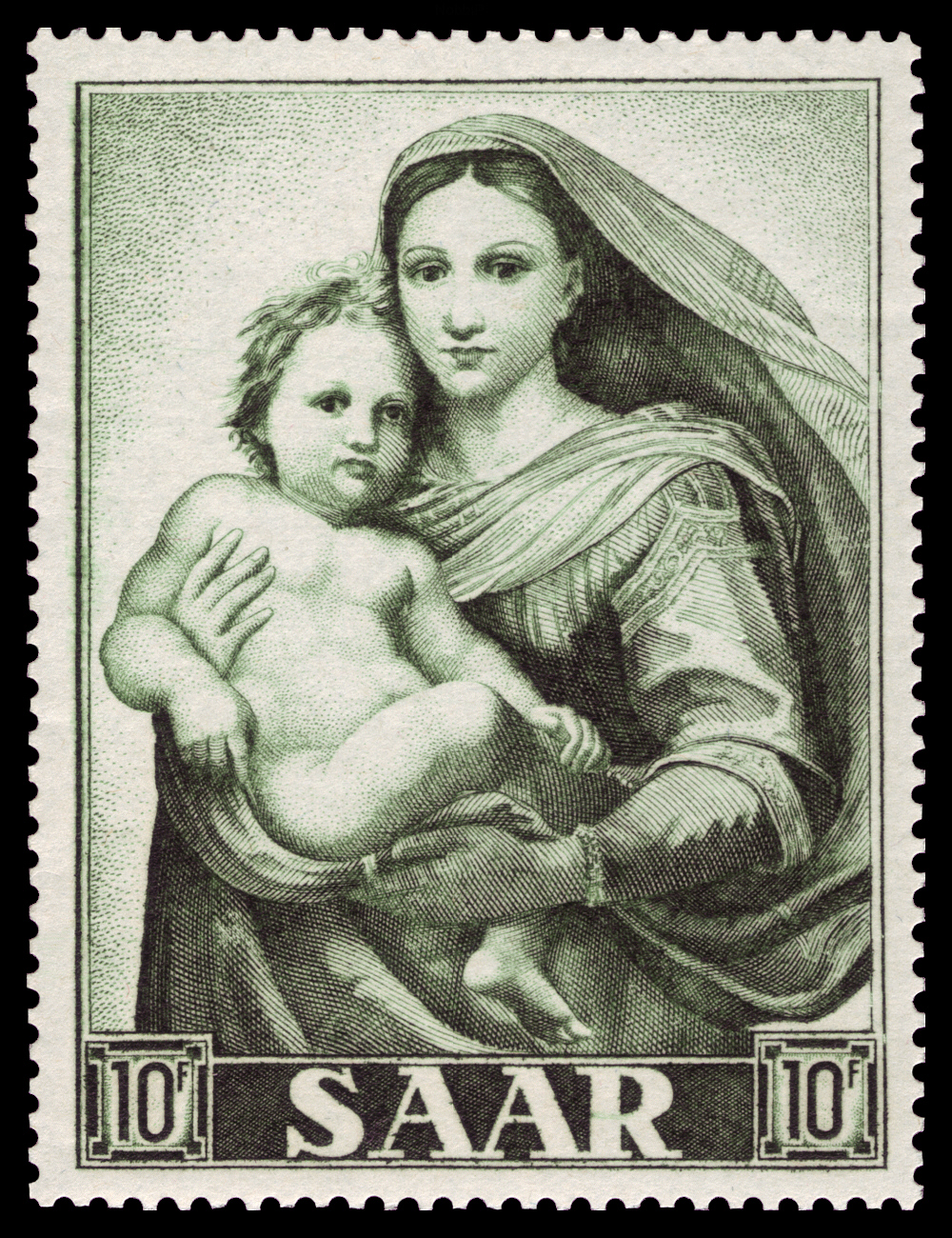
Segell postal de 1954 del Protectorat de Sarre, on apareix representada la Madonna Sixtina de Raffaello Sanzio

Aquest any es va demanar que s'exposés el Dogma de la Immaculada Concepció a les diòcesis, en sermons i conferències. Que es rendís culte a la Verge Maria, a les capelles o altars ubicats a cada ciutat i es fessin activitats privades i públiques en honor a la Verge Maria, que es fessin pelegrinatges en lloc on el culte marià és d'una devoció especial, a més de forma especialment al Santuari de Lorda i a la Basílica de Santa Maria Major de Roma. En acabar l'any marià, el Papa va coronar Salus Populi Romani a la Basílica de Sant Pere.

## Any marià (1987-1988)
El segon any marià va ser convocat pel Papa Joan Pau II, el 1r de gener de 1987 a l'homilia de la missa per la solemnitat de Santa Maria, Mare de Déu, amb el motiu de preparar-se per a l'arribada del nou mil·lenni i per commemorar el 6è centenari del baptisme de Lituània. L'any marià va ser inaugurat el dia 6 de juny de 1987, les vigílies de la festa de Pentecosta i va ser clausurat el 15 d'agost de 1988 a la festa de l'Assumpció de la Verge.
Abans la inauguració, el 25 de març de 1987, es va publicar la sisena encíclica Redemptoris Mater, sobre «la benaurada Verge Maria». Amb motiu de l'any marià es va publicar la carta apostòlica Litterae Encyclicae el 22 de maig de 1988. En finalitzar l'any marià la carta apostòlica Mulieris Dignitatem, que tracta sobre la dignitat i la vocació de la dona.
L'any marià va tenir lloc els viatges apostòlics a Polònia, Estats Units d'Amèrica, Canadà, Uruguai, Bolívia, Perú, Paraguai i Àustria. Dins d'Itàlia va visitar les diòcesis de Belluno-Feltre, Verona i Civita Castellana, i les regions de Messina, Reggio de Calàbria, Vèneto, Llombardia i Trentino - Tirol del Sud. En la visita al Perú en ocasió del Congrés Eucarístic i Marià dels països bolivarians, va atorgar la Rosa d'Or a La nostra Senyora de l'Evangelització dient: «Si hi ha una ciutat al món on la Verge mereixi rebre una rosa, aquesta ciutat és Lima».

## Any del Rosari (2002-2003)

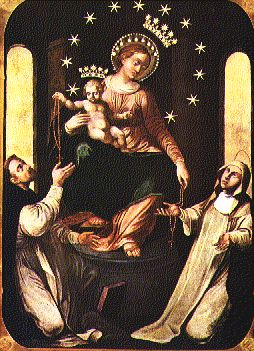
Quadre del Santuari de la Mare de Déu del Roser de Pompeia, lloc visitat pel Papa Joan Pau II durant l'any del rosari.

L'Any del Rosari, va ser un any marià dedicat especial a l'oració del Sant Rosari, convocat pel Papa Joan Pau II entre octubre de 2002 a octubre de 2003 per mitjà de la carta apostòlica Rosarium Virginis Mariae, amb motiu del 120è aniversari de la encíclica del Papa Lleó XIII sobre el sant rosari anomenada Supremi apostolatus officio i 40è aniversari de l'obertura del Concili Vaticà II, amb la finalitat de promoure l'oració del Sant Rosari.
A la carta esmentada, es van incloure els misteris lluminosos a la pregària del Sant Rosari.
El 17 d'abril es publica la carta encíclica Ecclesia d'Eucharistia, sobre l'eucaristia, que seria la seva última publicada del seu pontificat.
En finalitzar l'any del Sant Rosari a l'octubre del 2003, Joan Pau II, va realitzar una visita apostòlica a la ciutat de Pompeia, on es troba el Santuari de la Mare de Déu del Roser de Pompeia i va celebra el 25è aniversari del seu pontificat. Acabat aquest mes va finalitzar l'Any del Rosari.

## Altres anys marians
A més dels anys marians convocats universalment pel Papa, hi ha altres esdeveniments catòlics coneguts amb el nom d'any marià celebrats de forma local a diòcesis, conferències episcopals, congregacions, etc.
Com per exemple la que es va celebrar la diòcesi d'Ourense entre el 8 de setembre del 2014 al 8 de setembre del 2015 amb motiu del 50è aniversari de la coronació de la Mare de Déu dels Miracles d'Ourense, o l'any marià per la família que va celebrar l'Opus Dei entre el 28 de desembre del 2014 al 27 de desembre del 2015, per «posar a les mans de la Mare de Déu totes les necessitats de l'Església i de la humanitat, i secundar fidelment les intencions del Papa».